# ريان سكوت أوليفر
ريان سكوت أوليفر (بالإنجليزية: Ryan Scott Oliver)‏ هو كاتب أغاني وملحن أمريكي، ولد في 27 أغسطس 1984 في باسادينا في الولايات المتحدة.

## وصلات خارجية
- الموقع الرسمي